# Romano Orzari
 (avril 2020).
Si vous disposez d'ouvrages ou d'articles de référence ou si vous connaissez des sites web de qualité traitant du thème abordé ici, merci de compléter l'article en donnant les références utiles à sa vérifiabilité et en les liant à la section « Notes et références ».
Romano Orzari (Montréal, 12 décembre 1964) est un acteur et producteur italien. Il est surtout connu pour son rôle de Giovanni Auditore, père de Ezio Auditore da Firenze dans la série Assassin's Creed.

## Filmographie

### Acteur
- 1986 : Ordinary Angels - Fred Kessel
- 1987 : Even Great Man - Ray
- 1990 : Nosferatu - Walker
- 1991 : Fratelli e sorelle - Romano
- 1991 : Bix - Hoagy Carmichael
- 1994 - Echo Off
- 1994 : Lowball - Romeo
- 1996 : 2 Mayhem 3 -'Ray
- 1996 : Vertical City - Gibson
- 1997 : Lowball - Romeo
- 1997 : Burnt Eden - Ivan
- 1999 : Omertà, le dernier des hommes d'honneur (série télévisée) - Nicky Balsamo
- 1999 : Bonanno: A Godfather's Story (TV)
- 1999 : Desert Son - Rafi
- 2000 : Wilder - Detective Harlan Lee
- 2000 : La liste (The List) - Mike Botkin
- 2001 : La Dance du couteau (Stiletto Dance) (TV) - Jay Flowers
- 2001 : Destin (en) (Dice) (feuilleton TV) - Lloyd
- 2002 : Des chiens dans la neige - Marco
- 2002 : Jeu sans issue (One Way Out) (vidéo)  - Carlos La Barra
- 2002 : Silent Night (TV)  -Pvt. Jimmy Rassi
- 2003 : Bugs (TV) - Garcia
- 2004 : Il Duce canadese (feuilleton TV) - Vince
- 2004 : Mon enfant à tout prix (TV) - Joey Perrotta
- 2004 : The Overlookers - Max Case
- 2004 : Eternal - Detective Angie Manning
- 2006 : Un homme mort (série télévisée) - Angel "Porky" Porquito
- 2008 : Punisher : Zone de guerre - Nicky (Agent Fédéral)
- 2009 : Assassin's Creed: Lineage (courts métrages) - Giovanni Auditore da Firenze
- 2010 : L'Appât - Mario
- 2011 : Les Immortels - Icare
- 2013 : The Colony de Jeff Renfroe - Reynolds
- 2013 : Gibraltar de Julien Leclercq - le colosse
- 2015 : Turbo Kid de François Simard, Anouk Whissell et Yoann-Karl Whissell - Bagu
- 2015 : Gridlocked d'Allan Ungar - Dallas
- 2017 : Les Liens du sang - Toto Bianchi

### Producteur
- 2004 : The Overlookers

### Doublage
Jeux vidéo
- Assassin's Creed II - Giovanni Auditore
- Assassin's Creed Brotherhood - Giovanni Auditore (mémoires de Cristina)
- Thief - Garrett